# 朝阳街道 (湖州市)
30°51′33″N 120°06′12″E / 30.85917°N 120.10333°E
朝陽街道是浙江省湖州市吳興區一個下轄街道，位於湖州市區西南部。東自甘棠橋與月河街道毗鄰，北與愛山街道以市河為界，西南接道場鄉。面積約2平方公里。戶數6597戶，31178人（2000年），除少數回、滿、壯、高山族外，均系漢族。

## 歷史
- 解放初：城外為定安鎮，城內為程安鎮。
- 1951年：5月建制稱第二鎮。
- 1954年：改稱第二街道。
- 1958年：和第一街道合併稱“第一街道"。
- 1962年：仍分設為“一街"、“二街"。
- 1970年：改名為大寨街道。
- 1971年：又恢復第二街道原稱。
- 1981年:全市地名普查中，更名為朝陽街道。“朝陽”之名因境內有朝陽巷。境內南街（今江南工貿大街）北端市河上有儀鳳橋，據傳舊有“儀風朝陽”之說。

解放後發展較快，建有朝陽電影院、朝陽路、朝陽新村等，故定名為朝陽街道。

## 行政區劃
朝陽街道下轄14個社區（2007年10月）：
- 紅豐二村社區、紅豐三村社區、紅豐四村社區、紅豐五村社區、朝陽社區；
- 北齊巷社區、聞波社區、車站社區、潮音社區、定安社區：
- 一字橋社區、碧波苑社區、碧朝苑社區、都市家園社區。

## 名街
境內主要街道有南街、朝陽路、車站路、環城南路，環城西路、所前街等街路8條，巷弄46條。
南街歷史悠久，此街南起車站路，北達紅旗路，全長875米，寬7米，北端儀鳳橋，架於苕溪之上，始建于唐高宗儀鳳年問(676年—679年)，遂命名“儀鳳橋”。南街中段有三孔石拱橋名日潮音橋，建于霅溪之上，古為潮音渡。因是拱橋，不能行駛車輛，后于橋之南，重建新公路橋。橋西堍直對車站路。

## 旅遊
- 蓮花莊

## 教育
- 湖州中學

湖州中學位於潮音橋之東，是省重點中學之一。於1902年創辦，建校八十年培養不少人才。當代文學巨匠沈雁冰于辛亥革命時受業于該校。